# Bad quarto

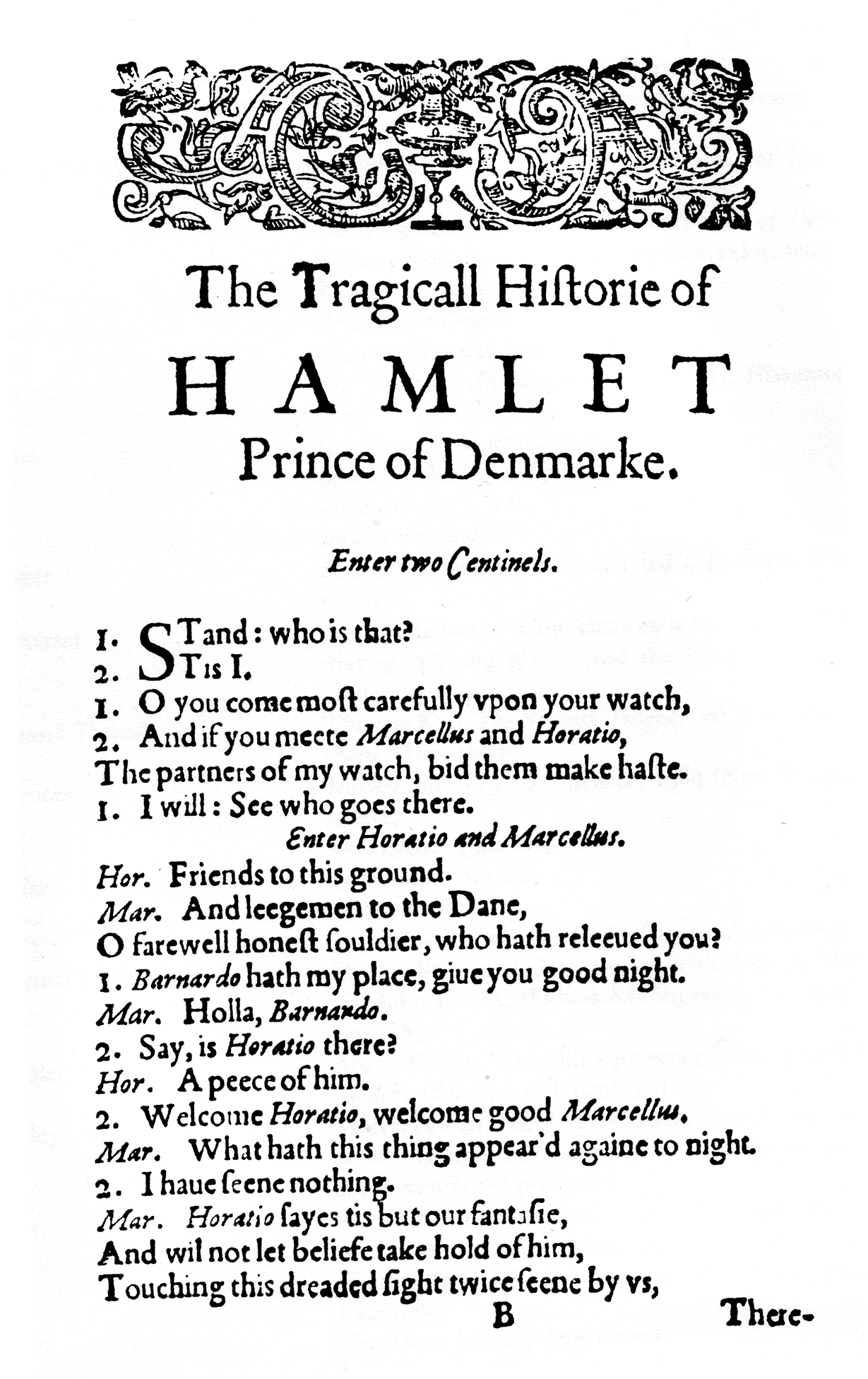
Eerste pagina uit de First "bad" quarto van Hamlet uit 1603

Bad quarto is een term waarmee 20e-eeuwse Shakespeare-onderzoekers het probleem van verschillende versies van vroege teksten van Shakespeare trachtten uit te leggen. Veel van die vroege teksten die door derden werden gepubliceerd uit winstbejag, waren van slechte kwaliteit, al zijn zij voor onderzoekers zeker interessant.
Van Hamlet bestonden er bijvoorbeeld wel 7 edities vóór 1642, waaronder de First quarto van 1603, een ‘bad’ quarto, gedrukt op basis van een manuscript dat door acteurs uit het geheugen was samengesteld. 

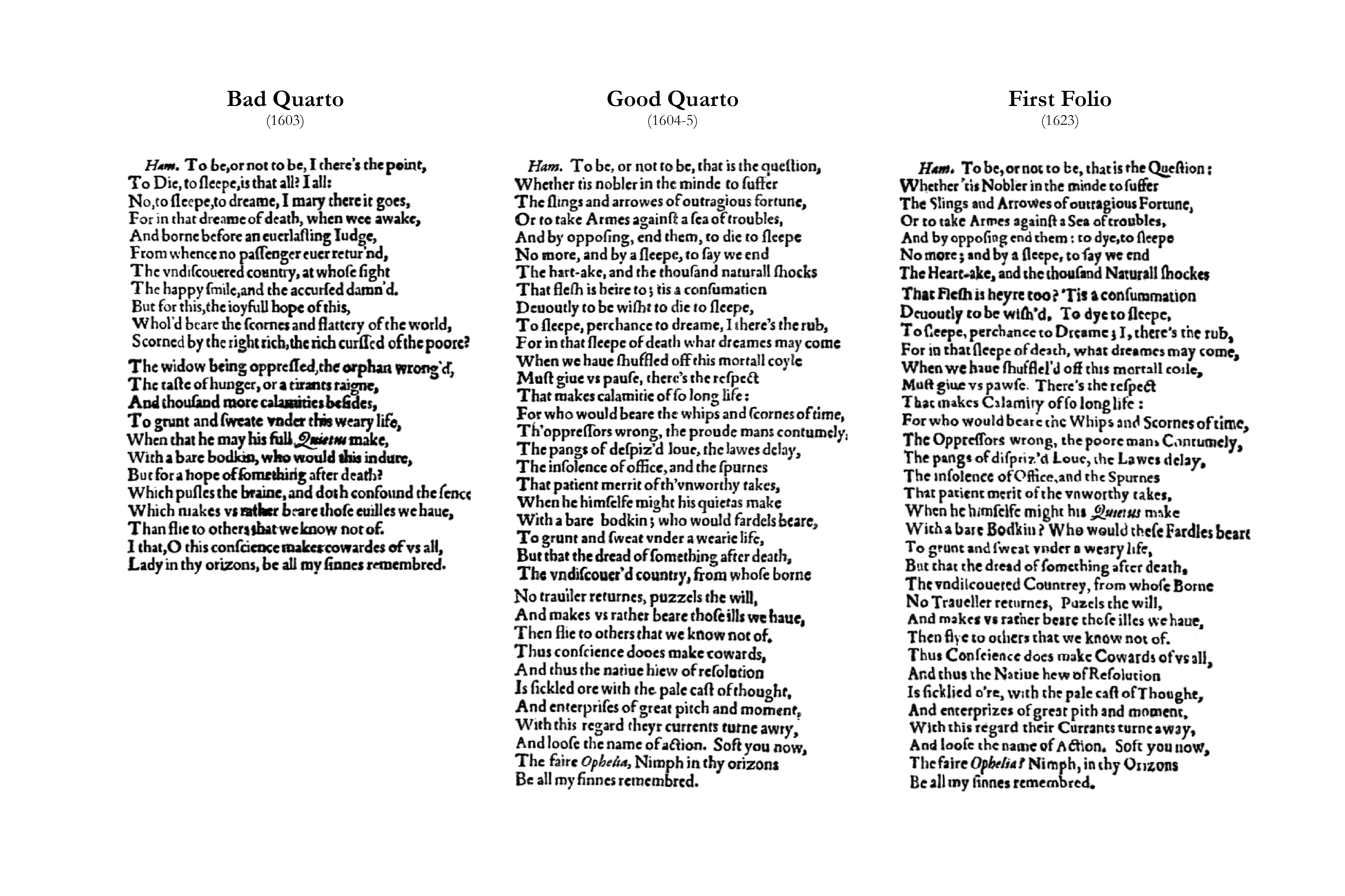
Vergelijking van drie versies van To be or not to be: Bad quarto, good quarto, first folio

Het was de Engelse bibliograaf Alfred W. Pollard die in 1909 de "bad quarto" bedacht om teksten aan te duiden die hij ervan verdacht corrupt te zijn. 
Hij concentreerde zich daarbij in hoofdzaak op 4 vroege quarto's:
- Romeo and Juliet (1597)
- Henry V (1600)
- The Merry Wives of Windsor (1602)
- Hamlet (1603)

Deze uitgaven bestempelde hij als "slecht" omdat er volgens hem opvallende fouten in zaten: er ontbraken stukken zin, de woordvolgorde klopte niet, proza in druk werd weergegeven als poëzie en vice versa. In de loop van de 20e eeuw kwam tegen deze theorie al reactie van andere Shakespearekenners, waaronder de biograaf W. W. Greg Walter en R. C. Rhodes. Zij nuanceerden Pollards "bad" quarto-stelling, door er op te wijzen dat de minder belangrijke delen, de bijrollen, wel waarheidsgetrouw leken, wat hen deed veronderstellen dat het deze acteurs waren geweest die de quarto's uit het geheugen hadden samengesteld.